# Чемпіонат світу з художньої гімнастики 2022
Чемпіонат світу з художньої гімнастики 2022 проходив з 14 по 18 вересня у Софії, Болгарія.

### Медальний залік
| Місце  | Країна      | Золото | Срібло | Бронза | Загалом |
| ------ | ----------- | ------ | ------ | ------ | ------- |
| 1      | Італія      | 6      | 1      | 2      | 9       |
| 2      | Болгарія    | 2      | 3      | 1      | 6       |
| 3      | Німеччина   | 1      | 3      | 1      | 5       |
| 4      | Ізраїль     | 0      | 2      | 0      | 2       |
| 5      | Іспанія     | 0      | 0      | 3      | 3       |
| 6      | Словенія    | 0      | 0      | 1      | 1       |
| 6      | Азербайджан | 0      | 0      | 1      | 1       |
| Всього | Всього      | 9      | 9      | 9      | 27      |

### Медалісти
| Дисципліна                        | Золото | Срібло | Бронза |
| Команда                           | Команда | Команда | Команда |
| --------------------------------- | --- | --- | --- |
| Командна першість                 | Італія груповички Мартіна Центофанті Агнес Дуранті Алессія Мауреллі Даніела Могуріан Лаура Паріс Мартіна Сантандреа лічниці Софія Раффаелі Мілена Балдассаррі | Німеччина груповички Ан Косан Даніела Кромм Аліна Оганесян Франсін Шонінг Ханна Вестер лічниці Дар'я Варфоломеєв Маргарита Колосов | Іспанія груповички Ана Арнау Камарена Інес Бергуа Навалес Валерія Маркес Мірея Мартінес Патрісія Перес Фос Сальма Солаун лічниці Альба Баутиста Поліна Березіна |
| Особиста першість                 | | | |
| Абсолютна першість                | Софія Раффаелі (ITA) | Дар'я Варфоломеєв (GER) | Стіліана Ніколова (BUL) |
| Вправа з обручем                  | Софія Раффаелі (ITA) | Стіліана Ніколова (BUL) | Дар'я Варфоломеєв (GER) |
| Вправа з м'ячем                   | Софія Раффаелі (ITA) | Дар'я Варфоломеєв (GER) | Мілена Балдассаррі (ITA) |
| Вправа з булавами                 | Дар'я Варфоломеєв (GER) | Стіліана Ніколова (BUL) | Софія Раффаелі (ITA) |
| Вправа зі стрічкою                | Софія Раффаелі (ITA) | Стіліана Ніколова (BUL) | Катерина Веденеєва (SLO) |
| Групові вправи                    | | | |
| Групова першість                  | Болгарія Радіна Томова Софія Іванова Камелія Петрова Рейчел Стоянов Женіна Трашлієва Маргарита Василева                                                       | Ізраїль Шані Баканов Адар Фрідман Ромі Паріцькі Офір Шахам Діана Сверцов                                                           | Іспанія Ана Арнау Камарена Інес Бергуа Навалес Валерія Маркес Мірея Мартінес Патрісія Перес Фос Сальма Солаун                                                   |
| Вправа з 5 обручами               | Італія Мартіна Центофанті Агнес Дуранті Алессія Мауреллі Даніела Могуріан Лаура Паріс Мартіна Сантандреа                                                      | Ізраїль Шані Баканов Адар Фрідман Ромі Паріцькі Офір Шахам Діана Сверцов                                                           | Іспанія Ана Арнау Камарена Інес Бергуа Навалес Валерія Маркес Мірея Мартінес Патрісія Перес Фос Сальма Солаун                                                   |
| Вправа з 3 стрічками та 2 м'ячами | Болгарія Радіна Томова Софія Іванова Камелія Петрова Рейчел Стоянов Женіна Трашлієва Маргарита Василева                                                       | Італія Мартіна Центофанті Агнес Дуранті Алессія Мауреллі Даніела Могуріан Лаура Паріс Мартіна Сантандреа                           | Азербайджан Гуллу Агаларзаде Ламан Алімурадова Камілла Алієва Зейнаб Гумматова Єлизавета Лузан Дар'я Сорокіна                                                   |

## Командна першість
Результати командної першості встановлюються за сумою восьми оцінок індивідуальних гімнасток в кваліфікації особистої першості та двох оцінок в груповому багатоборстві.
| Місце | Команда        | Сума    |
| ----- | -------------- | ------- |
| 1     | Італія         | 312,550 |
| 2     | Німеччина      | 301,400 |
| 3     | Іспанія        | 297,100 |
| 4     | Україна        | 292,400 |
| 5     | США            | 287,050 |
| 6     | Азербайджан    | 286,500 |
| 7     | Узбекистан     | 286,200 |
| 8     | Франція        | 283,950 |
| 9     | Угорщина       | 283,900 |
| 10    | Бразилія       | 279,600 |
| 11    | Японія         | 278,350 |
| 12    | Китай          | 277,400 |
| 13    | Казахстан      | 276,050 |
| 14    | Греція         | 273,850 |
| 15    | Південна Корея | 251,700 |
| 16    | Австралія      | 249,000 |
|       | Болгарія       | DNF*    |
|       | Канада         | DNF**   |
|       | Ізраїль        | DNF***  |

- - зняття через інфекційне захворювання Боряни Калейн;[1]
  - - зняття зі змагань груповичек збірної Канади;
    - - зняття зі змагань через травму Дар'ї Атаманов[1].

## Особиста першість

### Абсолютна першість
| Місце | Гімнастка                 | Обруч  | М'яч   | Булави | Стрічка | Сума    |
| ----- | ------------------------- | ------ | ------ | ------ | ------- | ------- |
| 1     | Софія Раффаелі (ITA)      | 33,800 | 34,250 | 32,250 | 32,950  | 133,250 |
| 3     | Дар'я Варфоломеєв (GER)   | 32,850 | 33,400 | 33,750 | 32,450  | 132,450 |
| 2     | Стіліана Ніколова (BUL)   | 33,450 | 32,600 | 32,600 | 30,150  | 128,800 |
| 4     | Вікторія Онопрієнко (UKR) | 33,050 | 31,100 | 32,000 | 28,900  | 125,050 |
| 5     | Мілена Балдассаррі (ITA)  | 31,500 | 31,300 | 31,800 | 30,300  | 124,900 |
| 6     | Аді Ася Кац (ISR)         | 31,900 | 31,300 | 31,500 | 29,750  | 124,450 |
| 7     | Катерина Веденеєва (SLO)  | 31,650 | 30,600 | 31,150 | 29,750  | 123,150 |
| 8     | Ельжана Танієва (KAZ)     | 29,700 | 32,850 | 31,650 | 26,800  | 121,000 |
| 9     | Фанні Пігнінскі (HUN)     | 30,950 | 31,100 | 30,150 | 28,100  | 120,300 |
| 10    | Евіта Гріскенас (USA)     | 31,900 | 29,550 | 29,700 | 28,800  | 119,950 |
| 11    | Тахміна Ікромова (UZB)    | 30,850 | 30,350 | 28,950 | 28,400  | 118,550 |
| 12    | Діді Мізуно (USA)         | 29,950 | 30,400 | 29,400 | 28,100  | 117,850 |
| 13    | Зохра Агхамірова (AZE)    | 30,500 | 29,500 | 29,550 | 26,900  | 116,450 |
| 14    | Маріна Малпіка (MEX)      | 29,250 | 28,900 | 29,450 | 28,500  | 116,100 |
| 15    | Маргарита Колосов (GER)   | 28,900 | 29,250 | 30,550 | 26,950  | 115,650 |
| 16    | Чжао Ятін (CHN)           | 29,450 | 28,900 | 28,750 | 28,200  | 115,300 |
| 17    | Альба Баутіста (ESP)      | 28,100 | 30,400 | 29,750 | 26,550  | 114,800 |
| 18    | Анналіза Драган (ROU)     | 28,600 | 30,550 | 27,600 | 26,750  | 113,500 |

### Вправа з обручем
| Місце | Гімнастка                | Складність | Виконання | Артистизм | Штраф | Сума   |
| ----- | ------------------------ | ---------- | --------- | --------- | ----- | ------ |
| 1     | Софія Раффаелі (ITA)     | 17,5       | 8,750     | 8,600     |       | 34,850 |
| 2     | Стіліана Ніколова (BUL)  | 16,2       | 8,700     | 8,500     |       | 33,400 |
| 3     | Дар'я Варфоломеєв (GER)  | 15,5       | 8,500     | 8,150     |       | 32,150 |
| 4     | Аді Ася Кац (ISR)        | 15,4       | 8,300     | 8,050     |       | 31,750 |
| 5     | Маргарита Колосов (GER)  | 15,1       | 8,550     | 8,000     |       | 31,650 |
| 6     | Зохра Агхамірова (AZE)   | 15,3       | 8,000     | 7,850     |       | 31,150 |
| 7     | Евіта Гріскенас (USA)    | 14,0       | 8,200     | 8,250     |       | 30,450 |
| 8     | Мілена Балдассаррі (ITA) | 14,1       | 7,550     | 7,950     | -0,30 | 29,300 |

### Вправа з м'ячем
| Місце | Гімнастка                 | Складність | Виконання | Артистизм | Штраф | Сума   |
| ----- | ------------------------- | ---------- | --------- | --------- | ----- | ------ |
| 1     | Софія Раффаелі (ITA)      | 17,6       | 8,650     | 8,650     |       | 34,900 |
| 2     | Дар'я Варфоломеєв (GER)   | 17,1       | 8,700     | 8,300     |       | 34,100 |
| 3     | Мілена Балдассаррі (ITA)  | 15,6       | 8,400     | 8,400     |       | 32,400 |
| 4     | Вікторія Онопрієнко (UKR) | 14,3       | 8,250     | 8,250     |       | 30,800 |
| 5     | Альба Баутіста (ESP)      | 14,6       | 7,900     | 8,150     |       | 30,650 |
| 6     | Катерина Веденеєва (SLO)  | 14,0       | 8,550     | 7,900     | -0,05 | 30,400 |
| 7     | Аді Ася Кац (ISR)         | 13,4       | 7,950     | 8,050     |       | 29,600 |
| 8     | Андреа Вердес (ROU)       | 13,4       | 7,800     | 8,000     |       | 29,200 |

### Вправа з булавами
| Місце | Гімнастка                 | Складність | Виконання | Артистизм | Штраф | Сума   |
| ----- | ------------------------- | ---------- | --------- | --------- | ----- | ------ |
| 1     | Дар'я Варфоломеєв (GER)   | 16,8       | 8,350     | 8,400     |       | 33,550 |
| 2     | Стіліана Ніколова (BUL)   | 16,4       | 7,950     | 8,250     |       | 32,600 |
| 3     | Софія Раффаелі (ITA)      | 16,3       | 7,350     | 8,200     |       | 31,800 |
| 4     | Тахміна Ікромова (UZB)    | 15,4       | 8,250     | 7,900     |       | 31,550 |
| 5     | Маргарита Колосов (GER)   | 15,0       | 8,250     | 8,100     |       | 31,350 |
| 6     | Вікторія Онопрієнко (UKR) | 15,3       | 7,450     | 8,100     |       | 30,850 |
| 7     | Анналіза Драган (ROU)     | 14,1       | 8,150     | 8,000     |       | 30,250 |
| 8     | Катерина Веденеєва (SLO)  | 13,2       | 8,150     | 8,150     | -0,05 | 29,450 |

### Вправа зі стрічкою
| Місце | Гімнастка                | Складність | Виконання | Артистизм | Штраф | Сума   |
| ----- | ------------------------ | ---------- | --------- | --------- | ----- | ------ |
| 1     | Софія Раффаелі (ITA)     | 15,6       | 8,350     | 8,700     |       | 32,650 |
| 2     | Стіліана Ніколова (BUL)  | 14,7       | 8,500     | 8,650     |       | 31,850 |
| 3     | Катерина Веденеєва (SLO) | 13,2       | 8,400     | 8,350     | -0,05 | 29,900 |
| 4     | Аді Ася Кац (ISR)        | 13,4       | 8,300     | 8,200     |       | 29,900 |
| 5     | Зохра Агхамірова (AZE)   | 13,4       | 7,900     | 7,700     |       | 29,000 |
| 6     | Анналіза Драган (ROU)    | 12,6       | 8,100     | 8,050     |       | 28,750 |
| 7     | Альба Баутіста (ESP)     | 11,7       | 7,450     | 7,700     | -0,05 | 26,800 |
| 8     | Фанні Пігнінскі (HUN)    | 11,0       | 7,000     | 7,250     |       | 25,250 |

## Групові вправи

### Групова першість
| Місце | Команда           | 5 обручів | 3 стрічки та 2 м'яча | Сума   |
| ----- | ----------------- | --------- | -------------------- | ------ |
| 1     | Болгарія          | 33,800    | 32,800               | 66,600 |
| 2     | Ізраїль           | 33,850    | 30,800               | 64,650 |
| 3     | Іспанія           | 33,450    | 29,750               | 63,200 |
| 4     | Італія            | 34,150    | 27,900               | 62,050 |
| 5     | Бразилія          | 33,550    | 27,150               | 60,700 |
| 6     | Мексика           | 32,150    | 28,000               | 60,150 |
| 7     | Китай             | 31,900    | 28,100               | 60,000 |
| 8     | Японія            | 33,750    | 26,050               | 59,800 |
| 9     | Азербайджан       | 30,000    | 29,250               | 59,250 |
| 10    | Греція            | 30,950    | 27,850               | 58,800 |
| 11    | Франція           | 31,400    | 26,550               | 57,950 |
| 12    | Україна           | 30,800    | 27,100               | 57,950 |
| 13    | Польща            | 30,950    | 25,850               | 56,800 |
| 14    | Німеччина         | 25,950    | 28,050               | 54,000 |
| 15    | США               | 28,650    | 25,250               | 53,900 |
| 16    | Угорщина          | 28,500    | 25,350               | 53,850 |
| 17    | Фінляндія         | 27,600    | 25,100               | 52,700 |
| 18    | Узбекистан        | 30,000    | 22,250               | 52,250 |
| 19    | Грузія            | 28,150    | 21,600               | 49,750 |
| 20    | Естонія           | 22,250    | 24,500               | 46,750 |
| 21    | Туреччина         | 28,200    | 17,750               | 45,950 |
| 22    | Австралія         | 24,750    | 20,500               | 45,250 |
| 23    | Чехія             | 25,600    | 19,600               | 45,200 |
| 24    | Казахстан         | 23,250    | 21,850               | 45,100 |
| 25    | Португалія        | 20,750    | 24,300               | 45,050 |
| 26    | Південна Корея    | 25,600    | 19,400               | 45,000 |
| 27    | Венесуела         | 23,450    | 20,350               | 43,800 |
| 28    | Китайський Тайбей | 26,400    | 17,400               | 43,800 |
| 29    | Вірменія          | 16,200    | 8,200                | 24,400 |

### Вправа з 3 стрічками та 2 м'ячами
| Місце | Гімнастка   | Складність | Виконання | Артистизм | Штраф | Сума   |
| ----- | ----------- | ---------- | --------- | --------- | ----- | ------ |
| 1     | Болгарія    | 16,5       | 8,200     | 8,600     |       | 33,300 |
| 2     | Італія      | 15,1       | 7,800     | 8,550     |       | 31,450 |
| 3     | Азербайджан | 15,6       | 7,450     | 7,700     |       | 30,750 |
| 4     | Китай       | 14,7       | 7,050     | 7,600     |       | 29,350 |
| 5     | Іспанія     | 14,8       | 6,500     | 7,450     | -0,30 | 28,450 |
| 6     | Німеччина   | 14,1       | 7,050     | 7,450     | -0,65 | 27,950 |
| 7     | Ізраїль     | 13,5       | 6,500     | 7,450     | -0,30 | 27,150 |
| 8     | Мексика     | 13,7       | 6,050     | 7,050     | -0,30 | 26,500 |

### Вправа з 5 обручами
| Місце | Гімнастка | Складність | Виконання | Артистизм | Штраф | Сума   |
| ----- | --------- | ---------- | --------- | --------- | ----- | ------ |
| 1     | Італія    | 17,8       | 8,450     | 8,700     |       | 34,950 |
| 2     | Ізраїль   | 17,5       | 8,400     | 8,150     |       | 34,050 |
| 3     | Іспанія   | 17,1       | 8,300     | 8,400     |       | 33,800 |
| 4     | Бразилія  | 17,6       | 7,650     | 8,100     |       | 33,350 |
| 5     | Японія    | 17,1       | 7,500     | 8,250     |       | 32,850 |
| 6     | Мексика   | 16,7       | 7,750     | 7,750     |       | 32,200 |
| 7     | Китай     | 16,0       | 7,350     | 8,300     |       | 31,650 |
| 3     | Болгарія  | 15,5       | 7,550     | 8,350     |       | 31,400 |

## Результати кваліфікації збірної України
Лічниці —
| Спортсменка         | Обруч      | Обруч       | М'яч       | М'яч        | Булави     | Булави      | Стрічка    | Стрічка     | Разом       |
| ------------------- | ---------- | ----------- | ---------- | ----------- | ---------- | ----------- | ---------- | ----------- | ----------- |
| Спортсменка         | D E Pen    | Сума        | D E Pen    | Сума        | D E Pen    | Сума        | D E Pen    | Сума        | Разом       |
| Вікторія Онопрієнко | 13,7 8,350 | 30,250 (13) | 15,4 8,250 | 32,000 (4)  | 14,8 8,200 | 31,050 (6)  | 13,2 8,050 | 28,750 (16) | 93,300 (5)  |
| Поліна Каріка       | 13,1 7,650 | 27,950 (30) | 13,5 7,750 | 29,350 (20) | 12,1 7,600 | 26,900 (34) |            |             | 84,200 (29) |
| Поліна Городнича    |            |             |            |             |            |             | 12,6 7,850 | 28,250 (19) |             |

Групові вправи
| Спортсменки                                                                           | 5 обручами | 5 обручами  | 3 стрічками та 2 м'ячами | 3 стрічками та 2 м'ячами | Разом       |
| ------------------------------------------------------------------------------------- | ---------- | ----------- | ------------------------ | ------------------------ | ----------- |
| Спортсменки                                                                           | D E Pen    | Сума        | D E Pen                  | Сума                     | Разом       |
| Анастасія Возняк Діана Баєва Дарина Дуда Ніколь Красюк Єлизавета Азза Олександра Ющак | 15,9 7,750 | 30,800 (12) | 12,8 7,400               | 27,100 (11)              | 57,900 (12) |